# Éléonore de Bourbon-Condé

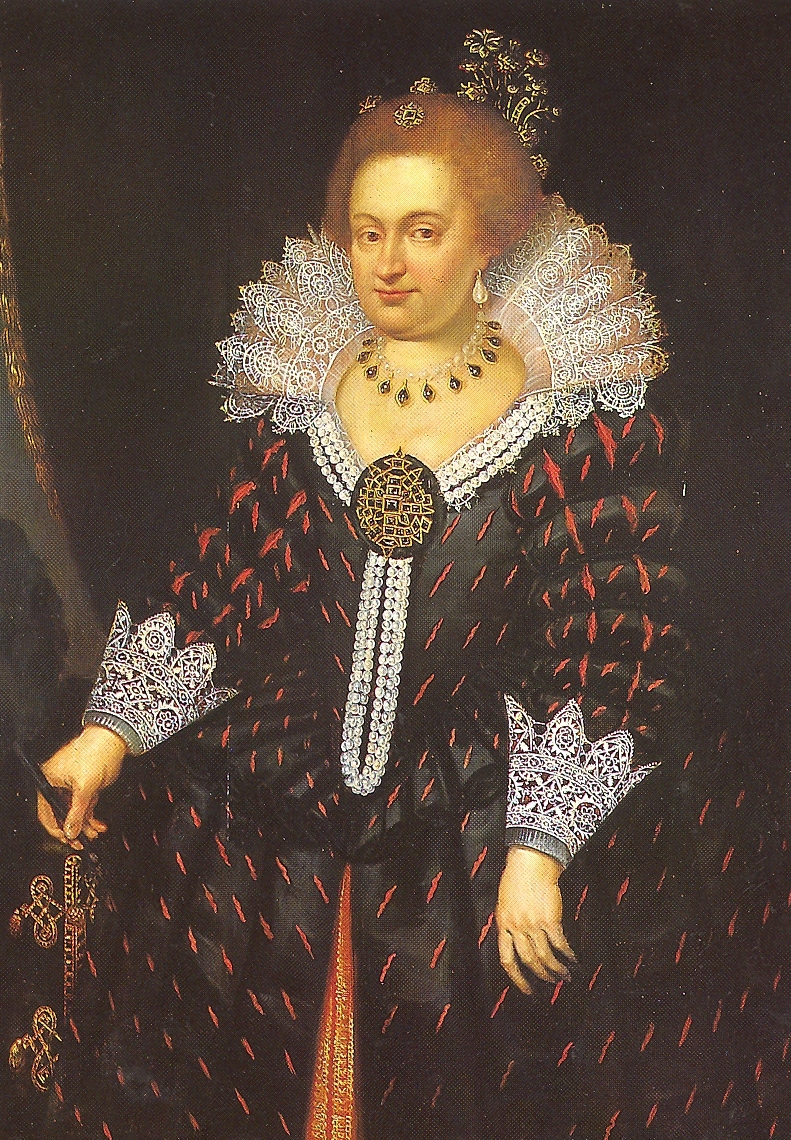
Éléonore de Bourbon-Condé

Éléonore de Bourbon-Condé (* 30. April 1587 in Paris; † 20. Januar 1619) war eine Tochter des Prinzen Henri I. de Bourbon, prince de Condé und dessen zweiter Frau Charlotte Catherine de La Trémoille.

## Leben
Éléonore heiratete 19-jährig am 23. November 1606 Philipp Wilhelm von Oranien (1554–1618) im Schloss Fontainebleau. Die Ehe blieb kinderlos.
Nach dem Tod ihres Mannes ging sein gesamtes Erbe an seinen Halbbruder Moritz von Oranien-Nassau. Éléonore starb wenig später.
| Personendaten    | Personendaten                                                                     |
| ---------------- | --------------------------------------------------------------------------------- |
| NAME             | Bourbon-Condé, Éléonore de                                                        |
| KURZBESCHREIBUNG | Tochter von Henri I. de Bourbon und seiner zweiten Frau Charlotte de la Trémoille |
| GEBURTSDATUM     | 30. April 1587                                                                    |
| GEBURTSORT       | Paris                                                                             |
| STERBEDATUM      | 20. Januar 1619                                                                   |